# Huperzia dentata
Huperzia dentata — вид трав'янистих рослин з родини плаунові (Lycopodiaceae), ендемік Азорських островів та Мадейри.

## Опис
Заввишки до 30 см, з голчастими листками, щільно укладеними рядами по стеблах; з дрібними зубчиками на краю.

## Поширення
Ендемік Макаронезії: Азорські острови (острови Сан-Мігел, Сан-Жорже, Піку, Терсейра, Фаял, Флореш, Корву), Мадейра (острів Мадейра).
Населяє розкидано круті часто піщані схили, вологі, захищені, кам'янисті місця на лісових схилах, басейнах і берегах над левадами. Цей вид не чутливий до порушень, бо його було виявлено на краях лісів та доріг. Його межі висот 200—2300 м н. р. м..

## Загрози та охорона
Будівництво трас і доріг, а також топтання великою рогатою худобою та людьми може вплинути на вид, хоча є певна стійкість до порушень.
Наразі жодні заходи збереження не застосовуються. Захист середовищ існування буде корисним для даного виду. Він знаходиться в захищених районах по всьому ареалу.